# La Vie très privée de Monsieur Sim
La Vie très privée de Monsieur Sim è un film francese del 2015 diretto da Michel Leclerc.
Il film è basato sul romanzo I terribili segreti di Maxwell Sim, scritto da Jonathan Coe e pubblicato nel 2010.